# Йохан I фон Насау-Байлщайн
Йохан I фон Насау-Байлщайн (на немски: Johann I von Nassau-Beilstein-Mengerskirchen; † юли 1473) от Дом Насау, е граф на Насау-Байлщайн-Менгерскирхен, от 1412 до 1473 г.

## Живот
Той е син на граф Хайнрих II фон Насау-Байлщайн (1374 – 1412) и съпругата му Катарина фон Рандерат († 1415), дъщеря на Арнолд II фон Рандерат-Ерпрат († 1390) и графиня Мария фон Сайн († сл. 1399). По баща е внук на граф Хайнрих I. Брат е на Катарина († 1459), омъжена 1407 г. за граф Райнхард II фон Ханау, на Вилхелм († 18 април 1430), каноник в Майнц, и на Хайнрих III (пр. 1418 – 1477), първо духовник, след това съ-регент.
След смъртта на баща му през 1412 г. Йохан I управлява първо заедно с чичо си Райнхард фон Насау-Байлщайн († 1418). През 1425 г. графството Насау-Байлщайн отново се разделя. Йохан запазва замък Байлщайн и две трети от графството. Брат му Хайнрих получава замък Либеншайд и една трета от графството. Третият му брат Вилхелм, каноник в Майнц, се отказва от част.

## Фамилия
Първи брак: пр. 12 декември 1415 г. с графиня Мехтилд фон Изенбург-Гренцау († сл. 2 февруари 1436), дъщеря на Еберхард фон Изенбург-Гренцау († 1395) и Мехтилд фон Марк (†1406). Те имат децата:
- Филип († 29 октомври 1446, убит в битка в Соест), съ-владетел в Гранцау 1426 г.
- Маргарета († 1498), омъжена сл. 1424 г. за Йохан фон Шьонек; и пр. 1462 г. за граф Мориц фон Пирмонт († 1494)
- Елизабет († 1459), омъжена на 13 ноември 1440 г. за Ото фон Бронкхорст († 1458)

Втори брак: на 31 октомври 1447 г. с Йохана фон Гемен († ок. 1451), дъщеря на Йохан II фон Гемен († 1458) и Ода (Ида) фон Хорн († сл. 1442). Те имат един син (вероятно дъщерите му са от този брак):
- Хайнрих IV (* 1449; † 26 май 1499), граф на Насау-Байлщайн, женен на 6 май 1457 г. за Ева фон Сайн († сл. 1505)

Йохан I има незаконните деца:
- Хене фон Мюнххаузен († 1508), женен за Катарина (fl 1451)
- Христиан фон Байлщайн (fl 1460/79), женен за Ева (fl 1479)
- Хайнтце фон Нассау (fl 1489)